# Kereplye (település)
Kereplye (szlovákul: Kravany) község Szlovákiában, a Kassai kerület Tőketerebesi járásában.

## Fekvése
Gálszécstől 7 km-re északra, az Eperjes-Tokaji-hegység keleti oldalán fekszik.

## Története
1321-ben említik először, amikor több faluval együtt Károly Róbert király a Baksa nembeli Péter fia Péternek adja. 1339-ben  „Kereplye”, 1355-ben „Kereplya” néven említik. 1487-ben a Széchy család a Tarczayaknak adja zálogbirtokul. Később több nemesi család birtoka, majd a 17. század elején a terebesi uradalom része. 1601-ben 4 lakott és 1 lakatlan háza volt. 1715-ben 13 lakatlan és 7 lakott ház állt a faluban. 1787-ben 40 házában 283 lakos élt.
A 18. század végén Vályi András így ír róla: „KEREPLE. Kravjane. Tót falu Zemplén Várm. földes Urai G. Barkóczy, B. Fisser, és több Uraságok, lakosai ó hitűek, fekszik a k. Sztankóczhoz 1/2 fertály, é. Abaúj Vármegyével határos, dél-Gálszéchez 1 órányira, hegyes köves határja 3 nyomásbéli, gabonát, és zabot terem, erdeje, szőleje nints, piatza Kassán öt mértföldnyire.”
1828-ban 64 háza és 491 lakosa volt, akik főként mezőgazdasággal foglalkoztak.
Fényes Elek 1851-ben kiadott geográfiai szótárában így ír a faluról: „Kereplye, Zemplén vmegyében, orosz falu, Parnó fil. 52 római, 432 g. kath., 14 zsidó lak., 418 hold szántófölddel, erdővel. F. u. b. Fischer, Szemere, s m. Ut. p. Vecse.”
1900 és 1910 között sok lakója kivándorolt. Borovszky Samu monográfiasorozatának Zemplén vármegyét tárgyaló része szerint: „Kereplye, tót kisközség 67 házzal és 326 lakossal, kiknek nagyobb része róm. kath. vallású. Postája, távírója és vasúti állomása Gálszécs. A Széchiek ősi birtoka, melyet már 1487-ben a Tárczaiaknak zálogosítanak el. Azután a Csapiaké és osztályos társaiké. 1495-ben a Sztrithey családot iktatják birtokába s ekkor Gereplye néven van említve. 1545-ben még Sztrithey Gábor az ura. 1561-ben Nagymihályi Györgyöt iktatják egyes részeibe, míg az 1598-iki összeírás Csapy Ferenczet, Malikóczy Gábort, Homonnai Györgyöt és Szürthey Miklós özvegyét találja itt. 1600-ban a Daróczyak, 1629-ben a Csapyak szerepelnek birtokosokként, 1637-ben Drugeth György kap rá kir. adományt, de 1692-ben Pethő Zsuzsannának és Barkóczy Istvánnak is van benne része. 1775-ben Bocskay István szerepel, de utána már a báró Fischer, Szemere, gróf Barkóczy, Kácsándy, Soós, Máriássy és Aiszdorfer családok következnek. Most nincs nagyobb birtokosa. A XVII. századbeli pestis ezt a községet sem kímélte meg. Újabb róm. kath. temploma 1891-ben épült.”
1920-ig Zemplén vármegye Gálszécsi járásához tartozott.

## Népessége
| Év:            | 1994. | 2004.   | 2014.   | 2024.   |
| -------------- | ----- | ------- | ------- | ------- |
| Emberek száma: | 334   | 337     | 351     | 362     |
| Eltérés:       |       | +0,89 % | +4,15 % | +3,13 % |

| Év:            | 2023. | 2024.   |
| -------------- | ----- | ------- |
| Emberek száma: | 369   | 362     |
| Eltérés:       |       | -1,89 % |

1910-ben 262, túlnyomórészt szlovák lakosa volt.
2001-ben 345 lakosából 343 szlovák volt.
2011-ben 339 lakosából 311 szlovák.

## Nevezetességei

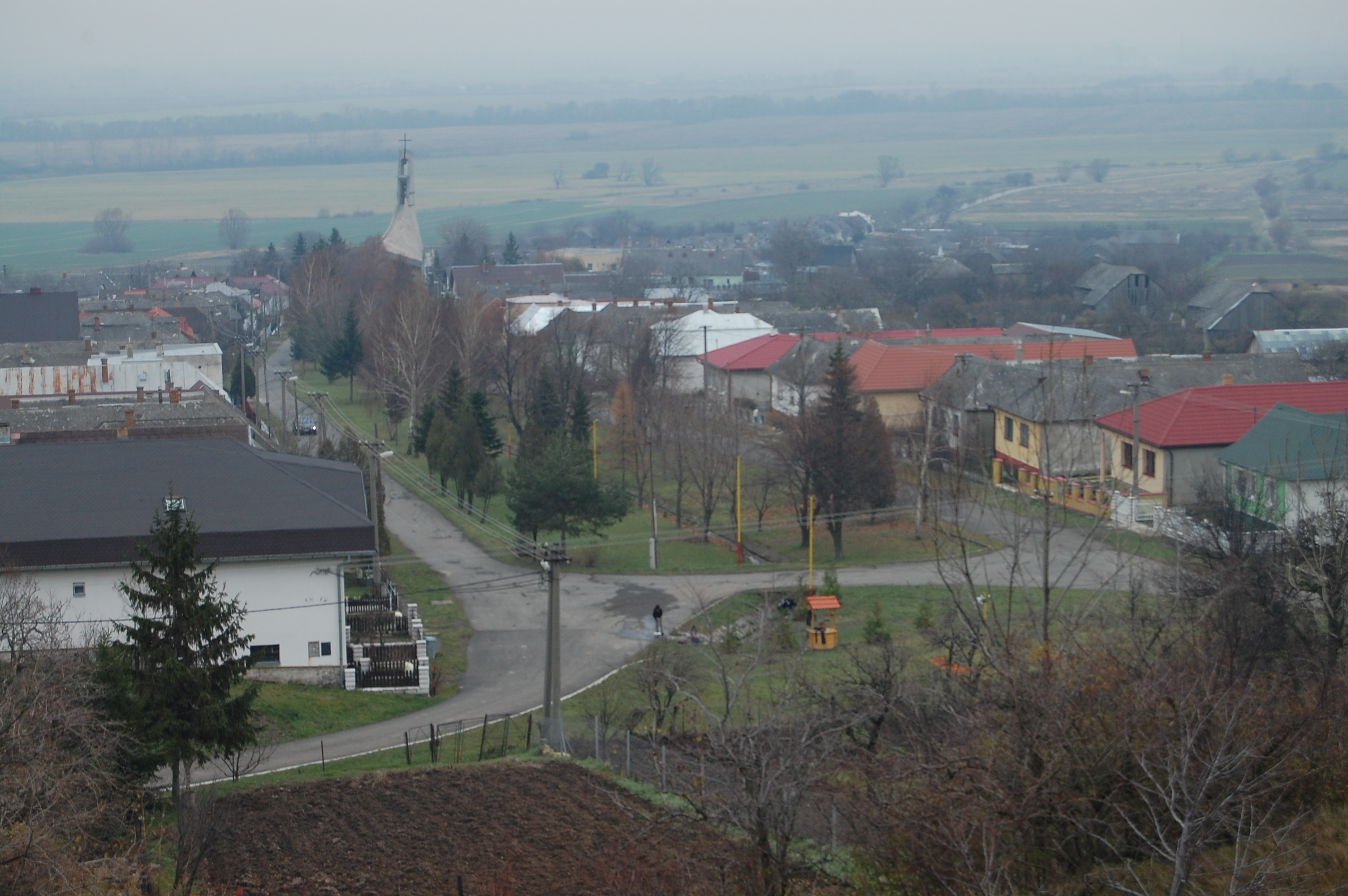
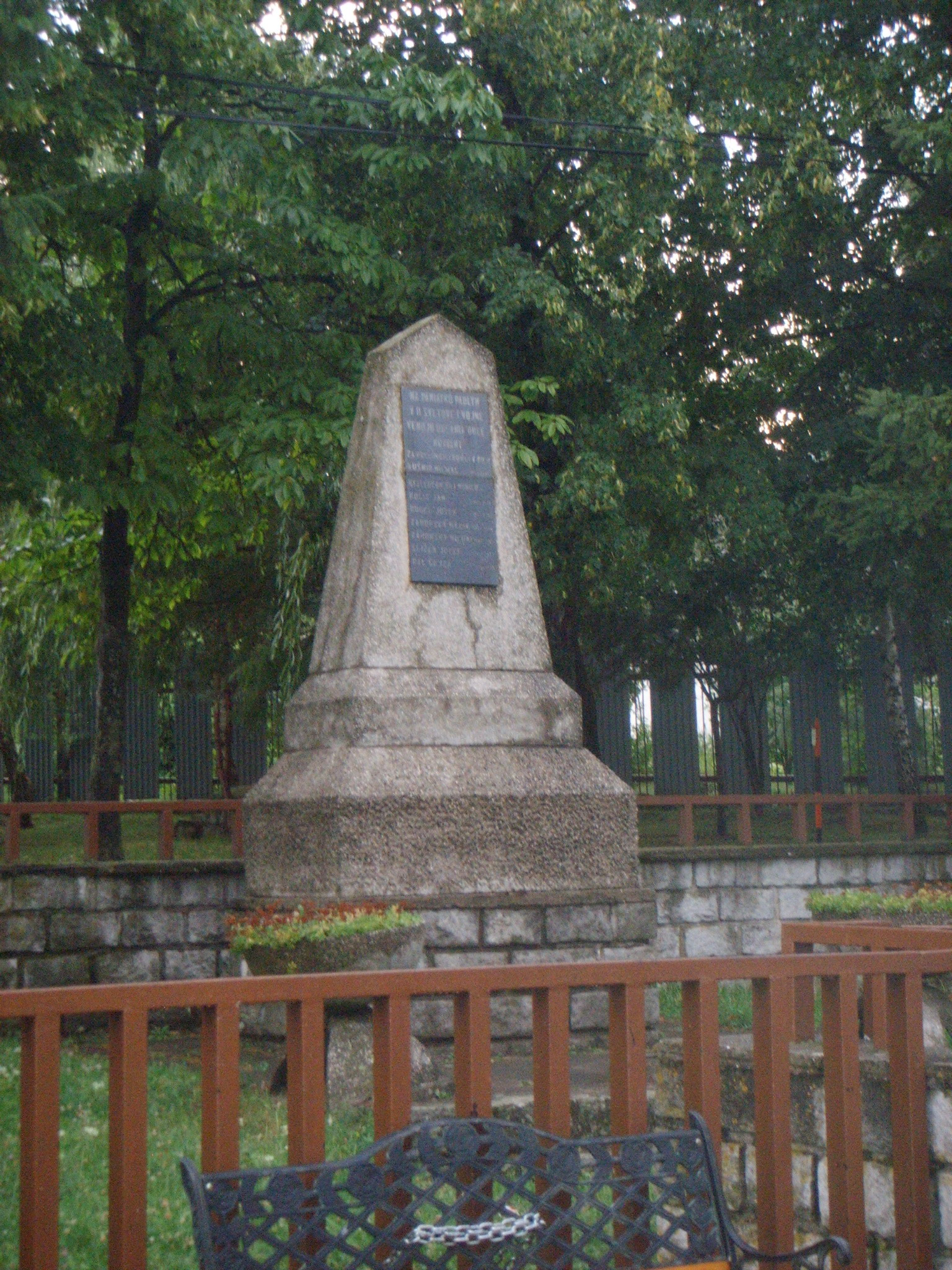
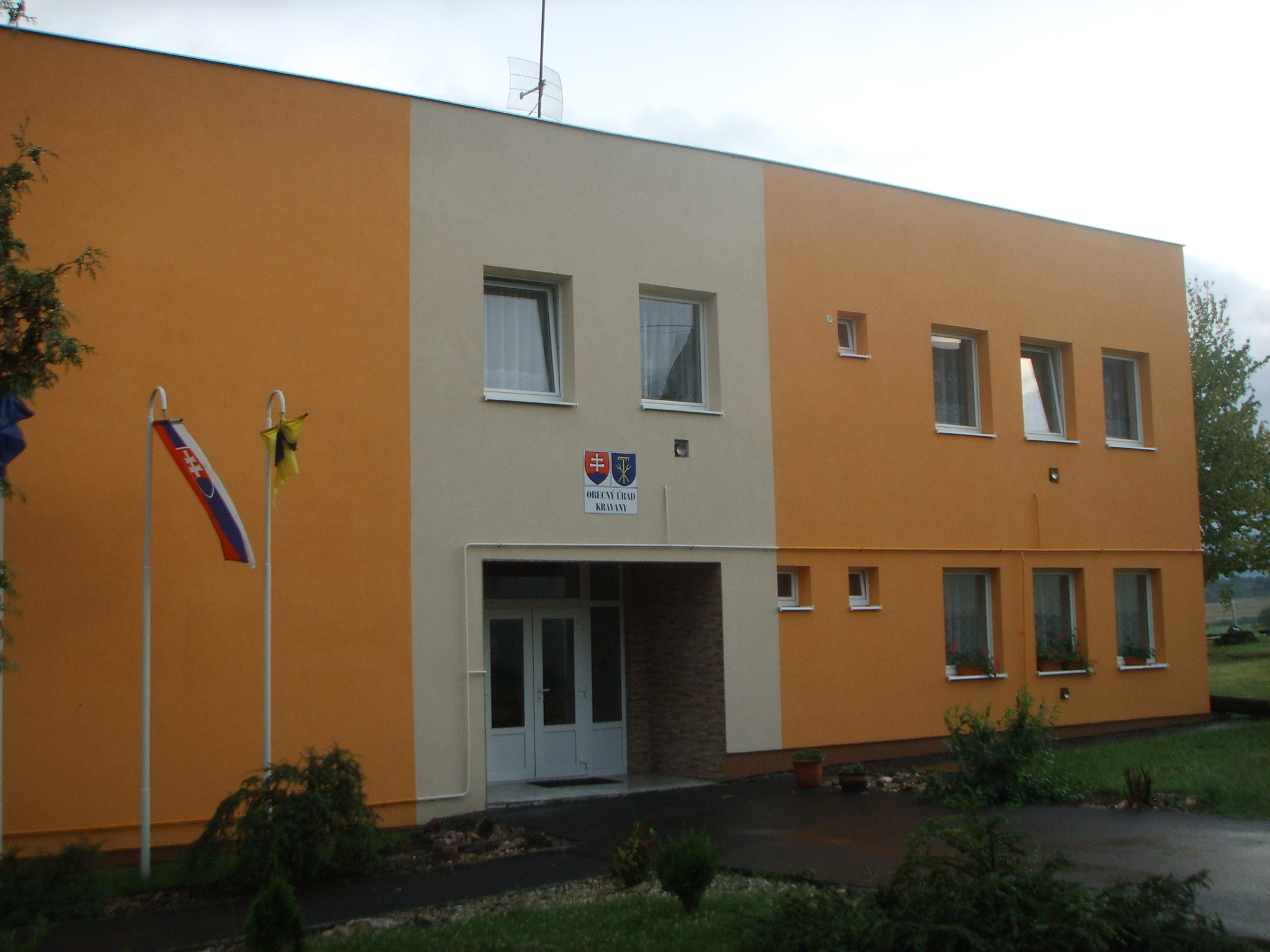